# Nuoto ai Giochi della XXXII Olimpiade - 50 metri stile libero maschili
La gara di nuoto dei 50 metri stile libero maschili dei Giochi della XXXII Olimpiade di Tokyo è stata disputata tra il 30 luglio e il 1º agosto 2021 presso il Tokyo Aquatics Centre. Vi hanno partecipato 73 atleti provenienti da 66 nazioni.
La competizione è stata vinta dal nuotatore statunitense Caeleb Dressel, mentre l'argento e il bronzo sono andati rispettivamente al francese Florent Manaudou e al brasiliano Bruno Fratus.

## Record
Prima della competizione il record del mondo e il record olimpico erano i seguenti:
| Record mondiale | 20"91 | César Cielo Filho Brasile | 18 dicembre 2009 San Paolo, Brasile |
| Record olimpico | 21"30 | César Cielo Filho Brasile | 16 agosto 2008 Pechino, Cina        |

Durante la competizione è stato stabilito il seguente record:
| Data      | Evento | Atleta         | Nazione     | Tempo | Record          |
| --------- | ------ | -------------- | ----------- | ----- | --------------- |
| 1º agosto | Finale | Caeleb Dressel | Stati Uniti | 21"07 | Record olimpico |

## Programma
| Data           | Ora (UTC+9) | Turno      |
| -------------- | ----------- | ---------- |
| 30 luglio 2021 | 19:00       | Batterie   |
| 31 luglio 2021 | 11:11       | Semifinali |
| 1º agosto 2021 | 10:30       | Finale     |

## Risultati

### Batterie
I primi 16 si qualificano alle semifinali.
| Pos. | Batteria | Corsia | Atleta                        | Nazionalità               | Tempo | Note |
| ---- | -------- | ------ | ----------------------------- | ------------------------- | ----- | ---- |
| 1    | 10       | 4      | Caeleb Dressel                | Stati Uniti               | 21"32 | Q    |
| 2    | 10       | 3      | Florent Manaudou              | Francia                   | 21"65 | Q    |
| 3    | 9        | 5      | Kristián Goloméev             | Grecia                    | 21"66 | Q    |
| 4    | 8        | 5      | Bruno Fratus                  | Brasile                   | 21"67 | Q    |
| 5    | 7        | 4      | Vladyslav Bukhov              | Ucraina                   | 21"73 | Q    |
| 6    | 8        | 3      | Thom de Boer                  | Paesi Bassi               | 27"75 | Q    |
| 7    | 8        | 7      | Jesse Puts                    | Paesi Bassi               | 21"84 | Q    |
| 8    | 8        | 2      | Brent Hayden                  | Canada                    | 21"85 | Q    |
| 9    | 10       | 7      | Lorenzo Zazzeri               | Italia                    | 21"86 | Q    |
| 10   | 9        | 1      | Kliment Kolesnikov            | ROC                       | 21"88 | Q    |
| 11   | 8        | 5      | Michael Andrew                | Stati Uniti               | 21"89 | Q    |
| 12   | 9        | 4      | Vladimir Morozov              | ROC                       | 21"92 | Q    |
| 13   | 10       | 5      | Benjamin Proud                | Gran Bretagna             | 21"93 | Q    |
| 14   | 9        | 8      | Alberto Mestre                | Venezuela                 | 21"96 | Q    |
| 15   | 8        | 6      | Maxime Grousset               | Francia                   | 21"97 | Q    |
| 15   | 10       | 6      | Pawel Juraszek                | Polonia                   | 21"97 | Q    |
| 17   | 9        | 7      | Meiron Cheruti                | Israele                   | 22"01 |      |
| 18   | 8        | 1      | Joshua Liendo                 | Canada                    | 22"03 |      |
| 19   | 7        | 7      | Santo Condorelli              | Italia                    | 22"14 |      |
| 19   | 8        | 8      | Nikola Miljenić               | Croazia                   | 22"14 |      |
| 19   | 9        | 2      | Yu Hexin                      | Cina                      | 22"14 |      |
| 22   | 7        | 8      | Heiko Gigler                  | Austria                   | 22"17 |      |
| 23   | 9        | 6      | Bjorn Seeliger                | Svezia                    | 22"19 |      |
| 24   | 7        | 6      | Ali Khalafalla                | Egitto                    | 22"22 |      |
| 24   | 10       | 8      | Bradley Tandy                 | Sudafrica                 | 22"22 |      |
| 26   | 9        | 3      | Ari-Pekka Liukkonen           | Finlandia                 | 22"25 |      |
| 26   | 10       | 2      | Maxim Lobanovszkij            | Ungheria                  | 22"25 |      |
| 28   | 6        | 4      | Andrej Barna                  | Serbia                    | 22"29 |      |
| 29   | 10       | 1      | Cameron McEvoy                | Australia                 | 22"31 |      |
| 30   | 7        | 1      | Gabriel Castano Garcia        | Messico                   | 22"32 |      |
| 31   | 7        | 2      | Konrad Czerniak               | Polonia                   | 22"33 |      |
| 32   | 7        | 3      | Ian Ho                        | Hong Kong                 | 22"45 |      |
| 33   | 6        | 7      | Dylan Carter                  | Trinidad e Tobago         | 22"46 |      |
| 33   | 6        | 8      | Brett Fraser                  | Isole Cayman              | 22"46 |      |
| 35   | 6        | 1      | Enzo Martínez                 | Uruguay                   | 22"52 |      |
| 36   | 6        | 5      | Renzo Tjon-A-Joe              | Suriname                  | 22"56 |      |
| 37   | 7        | 5      | Oussama Sahnoune              | Algeria                   | 22"61 |      |
| 38   | 6        | 3      | Santiago Grassi               | Argentina                 | 22"67 |      |
| 39   | 6        | 6      | Hwang Sun-woo                 | Corea del Sud             | 22"74 |      |
| 40   | 6        | 2      | David Popovici                | Cipro                     | 22"77 |      |
| 41   | 5        | 5      | Luke Gebbie                   | Filippine                 | 22"84 |      |
| 42   | 5        | 4      | Emir Muratović                | Bosnia ed Erzegovina      | 22"91 |      |
| 43   | 5        | 3      | Artur Barseghyan              | Armenia                   | 23"14 |      |
| 44   | 5        | 2      | Alaa Maso                     | Atleti Olimpici Rifugiati | 23"30 |      |
| 45   | 5        | 6      | Nikolas Antoniou              | Cipro                     | 23"38 |      |
| 46   | 4        | 7      | Ghirmai Efrem                 | Eritrea                   | 23"94 |      |
| 47   | 4        | 8      | Filipe Gomes                  | Malawi                    | 24"00 |      |
| 48   | 4        | 1      | Delgerkhuu Myagmar            | Mongolia                  | 24"63 |      |
| 49   | 4        | 5      | Shane Cadogan                 | Saint Vincent e Grenadine | 24"71 |      |
| 50   | 4        | 4      | Alassane Seydou Lancina       | Niger                     | 24"75 |      |
| 51   | 4        | 3      | Md Ariful Islam               | Bangladesh                | 24"81 |      |
| 52   | 4        | 6      | Puch Hem                      | Cambogia                  | 24"91 |      |
| 53   | 4        | 7      | Marc Pascal Pierre Dansou     | Benin                     | 24"99 |      |
| 54   | 4        | 8      | Adama Ouedraogo               | Burkina Faso              | 25"22 |      |
| 55   | 4        | 1      | Eloi Imaniraguha              | Ruanda                    | 25"38 |      |
| 56   | 5        | 2      | Shaquille Moosa               | Zambia                    | 25"54 |      |
| 57   | 3        | 6      | Mawupemon Otogbe              | Togo                      | 25"68 |      |
| 58   | 3        | 5      | Troy Pina                     | Capo Verde                | 25"97 |      |
| 59   | 3        | 4      | Santisouk Inthavong           | Laos                      | 26"04 |      |
| 60   | 3        | 3      | Olimjon Ishanov               | Tagikistan                | 26"12 |      |
| 61   | 3        | 2      | Mamadou Bah                   | Guinea                    | 26"52 |      |
| 62   | 3        | 8      | Abdelmalik Muktar             | Etiopia                   | 26"65 |      |
| 63   | 3        | 1      | Simanga Dlamini               | eSwatini                  | 26"94 |      |
| 64   | 2        | 2      | Charly Ndjoume                | Camerun                   | 27"22 |      |
| 65   | 2        | 6      | Houssein Gaber Ibrahim        | Gibuti                    | 27"41 |      |
| 66   | 2        | 5      | Ebrima Sorry Buaro            | Gambia                    | 27"44 |      |
| 67   | 2        | 4      | Shawn Dingilius-Wallace       | Palau                     | 27"46 |      |
| 68   | 1        | 5      | Adam Girard de Langlade Mpali | Gabon                     | 27"66 |      |
| 69   | 2        | 3      | Fahim Anwari                  | Afghanistan               | 27"67 |      |
| 70   | 2        | 7      | Phillip Kinono                | Isole Marshall            | 27"86 |      |
| 71   | 3        | 7      | Joshua Wyse                   | Sierra Leone              | 27"90 |      |
| 72   | 1        | 4      | José João Viegas da Silva     | Timor Est                 | 28"59 |      |
| 73   | 1        | 3      | Diosdado Miko Eyanga          | Guinea Equatoriale        | 31"03 |      |

### Semifinali
I primi 8 si qualificano per la finale.
| Pos. | Semifinale | Corsia | Atleta             | Nazionalità   | Tempo | Note |
| ---- | ---------- | ------ | ------------------ | ------------- | ----- | ---- |
| 1    | 2          | 4      | Caeleb Dressel     | Stati Uniti   | 21"42 | Q    |
| 2    | 1          | 4      | Florent Manaudou   | Francia       | 21"53 | Q    |
| 3    | 1          | 5      | Bruno Fratus       | Brasile       | 21"60 | Q    |
| 3    | 2          | 2      | Kristián Goloméev  | Grecia        | 21"60 | Q    |
| 5    | 2          | 1      | Benjamin Proud     | Gran Bretagna | 21"67 | Q    |
| 5    | 2          | 7      | Michael Andrew     | Stati Uniti   | 21"67 | Q    |
| 7    | 2          | 2      | Lorenzo Zazzeri    | Italia        | 21"75 | Q    |
| 8    | 1          | 3      | Thom de Boer       | Paesi Bassi   | 21"78 | Q    |
| 9    | 1          | 2      | Kliment Kolesnikov | ROC           | 21"82 |      |
| 9    | 1          | 6      | Brent Hayden       | Canada        | 21"82 |      |
| 11   | 2          | 3      | Vladyslav Bukhov   | Ucraina       | 21"83 |      |
| 12   | 2          | 6      | Jesse Puts         | Paesi Bassi   | 21"87 |      |
| 12   | 2          | 8      | Maxime Grousset    | Francia       | 21"87 |      |
| 14   | 1          | 8      | Pawel Juraszek     | Polonia       | 21"88 |      |
| 15   | 1          | 1      | Alberto Mestre     | Venezuela     | 22"22 |      |
| 16   | 1          | 7      | Vladimir Morozov   | ROC           | 22"25 |      |

### Finale
| Pos.    | Corsia | Atleta            | Nazionalità   | Tempo | Note            |
| ------- | ------ | ----------------- | ------------- | ----- | --------------- |
| Oro     | 4      | Caeleb Dressel    | Stati Uniti   | 21"07 | Record olimpico |
| Argento | 5      | Florent Manaudou  | Francia       | 21"55 |                 |
| Bronzo  | 3      | Bruno Fratus      | Brasile       | 21"57 |                 |
| 4       | 7      | Michael Andrew    | Stati Uniti   | 21"60 |                 |
| 5       | 2      | Benjamin Proud    | Gran Bretagna | 21"72 |                 |
| 5       | 6      | Kristián Goloméev | Grecia        | 21"72 |                 |
| 7       | 1      | Lorenzo Zazzeri   | Italia        | 21"78 |                 |
| 8       | 8      | Thom de Boer      | Paesi Bassi   | 21"79 |                 |